# Camp de concentration de Flossenbürg
Le camp de concentration de Flossenbürg (Konzentrationslager Flossenbürg) est un camp de concentration nazi construit en 1938 près du village de Flossenbürg, en Bavière. Quatre-vingt-seize mille prisonniers y transitent, dont trente mille trouvent la mort.

## Présentation
Début mai 1938, une centaine de détenus du camp de Dachau est acheminée à Flossenbürg pour commencer l’édification d'un camp de concentration sur un emplacement choisi par les autorités de la SS pour les gisements de granit se trouvant à proximité. Le camp est situé à 800 m d’altitude au cœur d’une forêt, dans l’Oberpfalz (Haut-Palatinat bavarois), loin de toute grande ville. Le premier occupant est un prisonnier allemand immatriculé 1, le 3 mai 1938.
De sa construction à sa destruction en avril 1945, plus de 100 000 détenus sont internés dans le camp et ses annexes, dont 30 000 trouvent la mort. Si aucun transport direct n’est organisé au départ de France vers Flossenbürg, on estime à 5 344, dont 965 femmes, le nombre de Français passés par ce camp. Parmi les 4 475 hommes recensés, au moins 2 400 y meurent à l'instar d’Adolphe Coll et de René Dragon. D'autres, comme Robert Desnos, interné dans le camp annexe de Flöha, périssent d'épuisement ou de maladie peu après l'évacuation.
Le travail imposé tourne toujours autour de deux grands axes : d’une part l’industrie de l’armement, et en particulier de l’aéronautique avec des usines Messerschmitt, et d’autre part les travaux dans les carrières de granit, le forage de tunnels et d’usines souterraines.

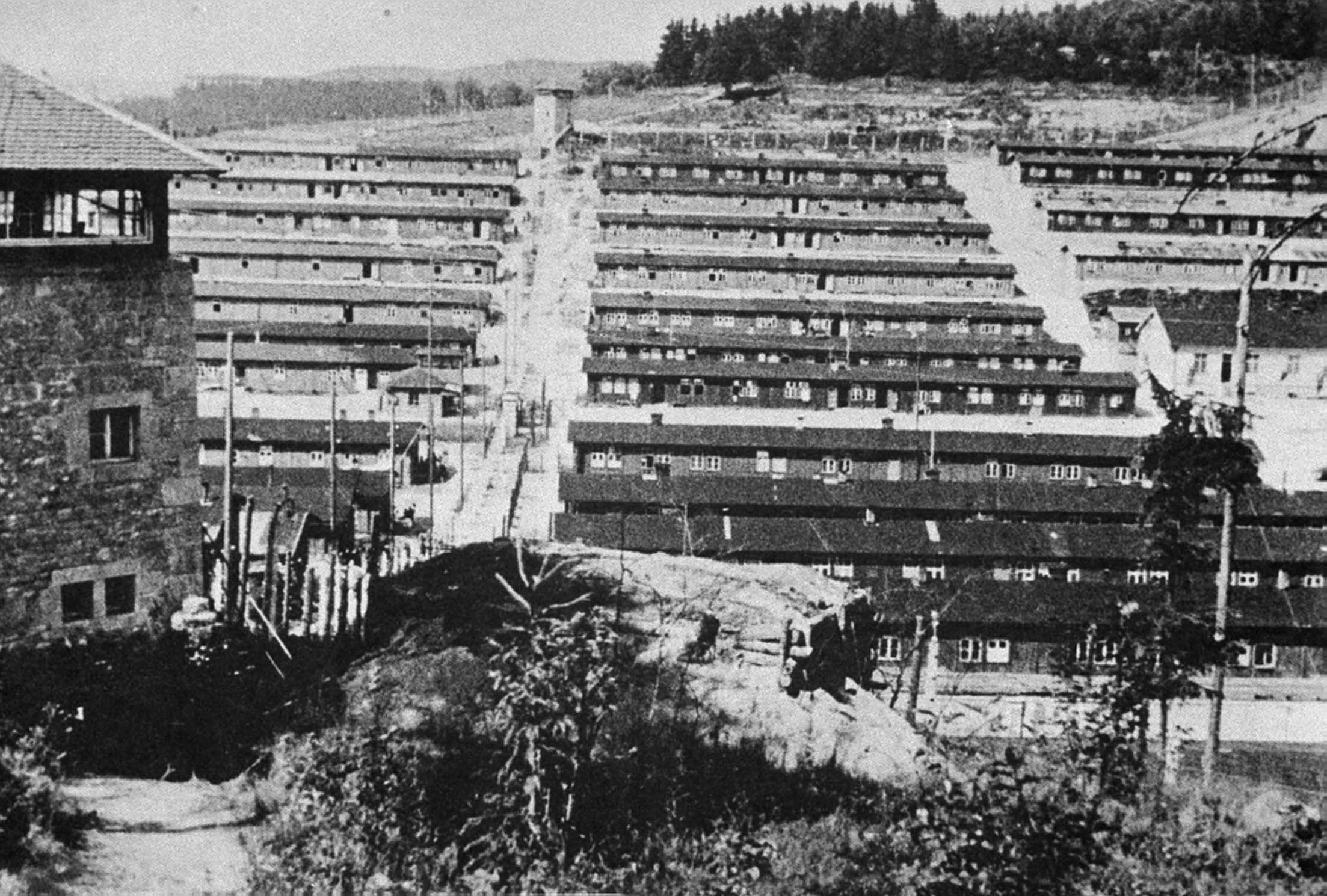
Photographie du camp en avril 1945.

En avril 1945, des milliers de déportés, dont la princesse Antonia de Luxembourg, évacués d'autres camps lors des marches de la mort, arrivent à Flossenbürg sans y être immatriculés. Le 20 avril 1945, alors que les troupes alliées approchent, le camp est à son tour évacué en quatre colonnes qui comprennent au total 14 800 détenus, dont l’une atteint Dachau. Lors de marches forcées d’environ 80 km, 7 000 prisonniers périssent et les survivants sont libérés le 23 avril 1945, sur la route de Cham, par une colonne blindée de la 90e division d'infanterie de la 3e Armée américaine. Une autre colonne libère sans résistance le camp le même jour.
Le périodique Timbres magazine a reproduit en avril 2008 un Prämienschein du camp de Flossenbürg. D'après la rédaction de ce journal, il s'agit d'un bon pour une prestation sexuelle auprès de déportées qui, contraintes ou volontaires, sont recrutées dans le camp pour femmes de Ravensbrück et installées dans des maisons closes appelées Sonderbauten (baraquements spéciaux). Cet aspect de la déportation est peu évoqué dans les archives d'après-guerre, aucune femme n'ayant voulu témoigner.
Les associations de jeunesses protestantes de la région y organisent chaque année des rencontres internationales avec des jeunes venus de l'Europe entière et des survivants du camp. Un registre mortuaire est disponible en ligne depuis 2016 contenant les noms connus de 21 000 personnes décédées dans le camp.

## Personnes mortes à Flossenbürg
- Gustave Biéler (1904-1944), agent québécois d'origine française pour le renseignement britannique, fusillé le 5 septembre 1944 pour espionnage.
- Dietrich Bonhoeffer (1906-1945), pasteur luthérien, pendu le 9 avril 1945 pour sa participation au complot du 20 juillet 1944.
- Wilhelm Canaris (1887-1945), amiral, chef de l'Abwehr (le service de renseignements de l'armée allemande), pendu le 9 avril 1945 pour sa participation au complot du 20 juillet 1944.
- Adolphe Coll (1912-1945), résistant français, mort le 15 février 1945.
- Bernard de La Rochefoucauld (1901-1944), résistant, mort pour la France le 4 juin 1944.
- René Dragon (1877-1944), résistant français.
- Bertrand Le Boucher d'Hérouville (1911-1944), résistant français.
- Simone Michel-Lévy (1906-1945), compagnon de la Libération, pendue le 13 avril 1945.
- Henry de Nompère de Champagny (1890-1944), maire de Somloire (49), résistant français.
- Hans Oster (1887-1945), général, pendu le 9 avril 1945 pour sa participation au complot du 20 juillet 1944.
- Friedrich von Rabenau (1884-1945), général d'artillerie, fusillé le 9 avril 1945 pour sa participation au complot du 20 juillet 1944.
- Théophane Jules Vénien (1897-1945), ingénieur et résistant français, mort le 24 janvier 1945.
- Raoul de Hemptinne (nl) (1884-1945), homme politique belge, emprisonné pour avoir refusé de donner ses armes de chasse aux forces d'occupation[réf. souhaitée], mort en avril 1945.

## Personnes survivantes du camp de Flossenbürg
- Peter Churchill (1909-1972), agent du service secret Special Operations Executive.

- Noël Cohard (1920-2018), résistant français, officier de la Légion d'honneur. Mémorialiste, doyen des anciens concentrationnaires de Flossenbürg, il s'est distingué toute sa vie après sa libération, jusque dans sa 98e année, pour révéler aux jeunes générations l'historique des camps nazis.
- Roger Combrisson (1922-2008), maire de Corbeil-Essonnes.
- Elisabeth Guttenberger (1926-2024), sinti allemande, autrice de Gedenkbuch, die Sinti und Roma im Konzentrationslager Auschwitz-Birkenau .
- Germaine Lelièvre (1911-1945), résistante française, organisatrice de groupes de résistantes, morte peu après son rapatriement.
- Georges Hance (1909-1993), résistant français, Sous-brigadier de police à Toul. Membre de l'OCM. Espionnage, vol de cachets officiels, fabrication de faux papiers d’identité, aide aux évadés. Croix de guerre, Croix du Combattant Volontaire de la Résistance, médaille des Passeurs, médaille de la Déportation et de l'Internement. Il a été nommé chevalier dans l'ordre de la Légion d'Honneur en 1970 puis promu officier en 1978 et chevalier du Mérite Social.
- Philippe de Hesse-Cassel (1896-1980), membre de la famille de Hesse, haut dignitaire du Troisième Reich tombé en disgrâce.
- Antonia de Luxembourg (1899-1954), princesse de Luxembourg, princesse royale de Bavière.
- Teresa Noce (1900-1980), journaliste, féministe et communiste italienne.

## Commandants du camp
- Jakob Weiseborn à partir de mai 1938.
- Karl Künstler à partir du 20 janvier 1939.
- Karl Fritzsch à partir du 10 août 1942.
- Egon Zill à partir de septembre 1942.
- Max Koegel du 29 avril 1943 au 23 avril 1945.